# Megachile vulpinella
Megachile vulpinella là một loài Hymenoptera trong họ Megachilidae. Loài này được Pasteels mô tả khoa học năm 1973.